# Курбе, Гюстав
Жан-Дезире́-Гюста́в-Курбе́ (фр. Jean Désiré Gustave Courbet; 10 июня 1819, Орнан — 31 декабря 1877, Ла-Тур-де-Пельз, Во, Швейцария) — выдающийся французский живописец сурового лапидарного стиля. Один из основателей реализма в живописи. Автор большого количества картин — более тысячи работ — Курбе является одним из самых сильных и сложных художников XIX века. В 1848—1849 годах его картины противостояли критериям академизма, идеализма и романтизма, вызывали скандал у публики, нарушая границы дозволенного в искусстве. Художник работал в разных жанрах: бытовом, «крестьянском», в жанре ню, пейзажном, портретном. Курбе — художник необычайной выразительной силы, «поэтому определение реализм для его индивидуальности слишком абстрактно, а натурализм — ограниченно».

## Биография
Гюстав Курбе родился в 1819 году в Орнане, городке с населением около трёх тысяч человек, расположенным во Франш-Конте, в 25 км от Безансона на востоке страны, около швейцарской границы. Сам художник называл себя «мастером из Орнана» и гордился своим провинциальным происхождением. Его отец, Режис Курбе (1798—1882), был зажиточным фермером, владел виноградниками в деревне Флаге около Орнана. Его мать, Сюзанна Сильви Удо (1794—1871), родила ещё пятерых детей, из которых выжили только три дочери: Тереза (1824—1925), Зели (1828—1875) и Джульетта (1831—1915). Таким образом, Гюстав был одновременно старшим и единственным мальчиком в семье.
В 1831 году будущий художник стал посещать семинарию в Орнане. Утверждается, что его поведение столь контрастировало с тем, что ожидалось от семинариста, что никто не брался отпускать ему грехи (см. также). Так или иначе, в 1837 году по настоянию отца Курбе поступил в Королевский коллеж в Безансоне, что, как надеялся его отец, должно было подготовить его к дальнейшему юридическому образованию. Одновременно с обучением в коллеже, пренебрегая классическими занятиями, Курбе посещал занятия у учителя рисования Клода-Антуана Бо, бывшего ученика Антуана-Жана Гро, и был страстно увлечён этими занятиями.
В 1839 году Гюстав отправился в Париж, дав отцу обещание, что будет изучать там юриспруденцию. В Париже он познакомился с художественной коллекцией Лувра. На его творчество, в особенности раннее, большое влияние впоследствии оказали малые голландцы и испанские художники, в особенности Веласкес, у которых он заимствовал общие тёмные тона картин. Курбе не стал заниматься юриспруденцией, а вместо этого начал занятия в художественных мастерских, прежде всего у Карла Карловича Штейбена, выпускника Санкт-Петербургской Академии художеств, постоянно проживавшего во Франции.
Oн отказался от получения академического художественного образования и стал работать в мастерских Сюиса и Ляпена. В мастерской Сюиса не было специальных занятий, студенты должны были просто рисовать обнажённую натуру, и их художественные поиски не ограничивались преподавателем. Такой стиль обучения подходил буйному темпераменту и своеволию Курбе.
Между 1844 и 1847 годами Курбе несколько раз посетил Орнан, а также путешествовал в Бельгию и Нидерланды, где ему удалось установить контакт с продавцами живописи. Одним из покупателей его работ был голландский живописец и коллекционер, один из основателей Гаагской школы живописи Хендрик Виллем Месдах. Впоследствии отношения с Месдахом заложили основы широкой известности живописи Гюстава Курбе за пределами Франции. Примерно в это же время художник установил связи в парижских артистических кругах. Так, он посещал кафе Brasserie Andler (находившееся непосредственно около его мастерской), где собирались представители реалистического направления в искусстве и литературе, в частности, Шарль Бодлер и Оноре Домье.
В конце 1840-х годов основным направлением французской живописи все ещё был академизм, и работы художников реалистического направления отвергались устроителями официальных выставок. Так, в 1847 году все три картины Курбе, представленные в Парижский салон, были отвергнуты жюри. Более того, в этом году жюри Салона отвергло работы большого количества известных художников, включая Эжена Делакруа, Домье и Теодора Руссо, и они вынашивали планы о создании собственной выставочной галереи. Планы не осуществились из-за начавшейся революции. В 1848 году все семь работ Курбе, представленных жюри, были выставлены в Салоне, но ему не удалось продать ни одну картину.

### Павильон реализма
В 1855 году Курбе, раздражённый недоброжелательной критикой, опубликовал свой знаменитый «Манифест реализма». В том же году в Париже состоялась вторая Всемирная выставка. Её особенностью стал обширный раздел изобразительного искусства. В павильоне Монтань экспонировали около пяти тысяч картин более чем двух тысяч художников. Специальные отделы французского искусства посвятили Энгру, Делакруа, Декану. «Большое жюри» выставки приняло одиннадцать картин Курбе, но отвергло два самых значительных произведения: «Похороны в Орнане» и «Ателье».
Курбе не мог подчиниться такому решению. Он обратился к музеям и частным лицам, владельцам своих произведений, с просьбой прислать их на временную выставку, которую он устроил в специально построенном здании под названием «Павильон реализма», где показал около сорока картин. Курбе не случайно выбрал слово «реализм», брошенное ему критиками в качестве насмешки, и сам провозгласил себя реалистом. Тем самым Курбе не только принял вызов академического жюри, но и нарушил правила поведения, устроив выставку без государственного разрешения в период Второй империи. Выставку он сопроводил каталогом с текстом манифеста. В тексте художник декларировал право на свободу творчества и право самостоятельно показывать свои произведения публике. В своей декларации он писал: «Передавать и оценивать нравы, идеи и внешний вид моей эпохи, быть не только художником, но ещё и человеком, одним словом, делать живое искусство — такова моя цель».

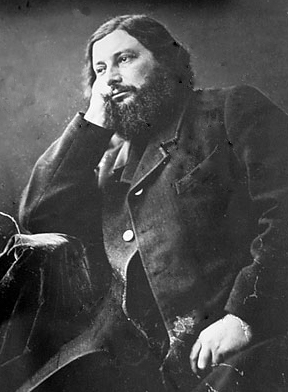
Гюстав Курбе. Ок. 1860. Фотография Надара

Выставка не имела успеха, зрители недоумевали, смеялись и возмущались «грубым искусством». Критика издевалась над художником. Но картины оценили Э. Делакруа и Ш. Бодлер. Последний утверждал, что вызов Курбе «произвёл впечатление взрыва». Однако большинство отзывов были издевательскими. Писатель и журналист, друг художника Жюль Валлес позднее вспоминал: «Толпа останавливалась перед полотнами, но больше от удивления, чем от волнения; а на завтра, вместо того чтобы просветить эту публику, критика начинала ей подпевать; она негодовала по поводу смелости художника. Курбе называли диким хвастуном и смешным шарлатаном… Наберемся смелости и честности — признаем наши ошибки и откажемся от сведения счетов… Когда появился Курбе, все задыхалось ещё в узких рамках традиции. Он сломал эти рамки и ранил их осколками. Особенно почувствовали себя уязвленными коллеги; критика начала свою осаду…».
В конце концов Курбе стал главой реалистической школы, возникшей во Франции и распространившейся в другие страны, особенно в Бельгию. Уровень его неприязни к прочим художникам дошёл до того, что в течение нескольких лет он не участвовал в парижских салонах, а на всемирных выставках устраивал из своих произведений особые выставки, в отдельных помещениях. В 1871 году Курбе примкнул к Парижской коммуне, управлял при ней общественными музеями, был комиссаром по культуре и руководил низвержением Вандомской колонны.
После падения Коммуны отсидел по приговору суда полгода в тюрьме; позже был приговорён к возмещению расходов в размере 323 тысяч франков по восстановлению разрушенной им колонны. Это заставило его удалиться в Швейцарию, где он и умер в 1877 году, отказавшись возвращаться во Францию, пока не будет объявлена всеобщая амнистия. В юбилейном 1919 году прах Гюстава Курбе был перезахоронен в Орнане.

## Творчество
Курбе поддерживал приятельские отношения с другим выдающимся художником своей эпохи, пейзажистом Камилем Коро. В 1862—1863 годах они выезжали на пленэр в городок Бюссак-сюр-Шарант в Приморской Шаранте, где работали вместе с художниками Ипполитом Праделем и Луи-Огюстеном Огеном, образовав недолговечную художественную «группу Порт-Берто». Тогда же Курбе были созданы портреты Праделя и Огена.
Гюстав Курбе неоднократно на протяжении всей жизни отзывался о себе как о реалисте: «Живопись заключается в представлении вещей, которые художник может увидеть и коснуться… Я твёрдо придерживаюсь взглядов, что живопись — предельно конкретное искусство и может заключаться лишь в изображении реальных, данных нам вещей… Это совершенно физический язык».
В письмах художник признавался: «Титул реалиста мне был присвоен так, как людям 1830-х годов присваивали титул романтика… Меня хотели убить — ведь я борюсь за свободу, забочусь о спасении независимости искусства… Состояние мне составят мои недруги». Курбе смело противопоставил своё творчество официальному академическому искусству, общественным вкусам и общепринятым нормам поведения.
Говорили, что в крестьянском жанре он отставал от Франсуа Милле, а в свободе письма — от Делакруа, но влияние, оказанное им на других художников, было огромным. Курбе ни на кого не был похож. Шарль Бодлер называл его «мощным ремесленником», а о себе Курбе гордо заявлял: «Я курбетист!». Всю жизнь, даже работая в Париже, художник изображал только то, что хорошо знал. «Провинциализм, некоторая показная грубость, простота, обыденность, прозаичность тем, которыми он шокировал парижан, были характерными чертами творчества художника. По образному выражению современника, его орнанские крестьяне взломали двери Парижского салона и потеснили там богов и героев. Про художника говорили, что он пейзаж превращает в натюрморт или, ещё резче, что деревенщина в живописи, дикарь, изучавший искусство в свинарнике».
Действительно, живописная мощь Курбе поражает. Ведь он сам говорил: «Живопись, когда отдаёшься ей, приводит в неистовство, это беспрестанная битва, можно сойти с ума, честное слово».
«В Лувре Курбе с презрением проходил мимо картин итальянских художников и „их господина Рафаэля“, но любил малых голландцев, Рембрандта, Халса, Веласкеса, Сурбарана. Курбе ненавидел академизм… Путешествие в Голландию в 1847 году ещё более укрепило его восхищение Рембрандтом и Халсом».
Поддержанное некоторыми критиками, такими как Шарль Бодлер и Жюль-Антуан Кастаньяри, его творчество, которое нельзя свести лишь к эпизоду живописного реализма, вызвало много шума в артистических и литературных кругах и обеспечило ему немало врагов (к ним относился Александр Дюма-сын). Редко кто из художников терпел при жизни столько оскорблений. Приверженцев его живописи было немного, к их числу принадлежал известный писатель и теоретик анархизма Пьер Жозеф Прудон.
Индивидуалист, заявлявший о своем автодидактизме и социальной направленности творчества, Курбе, тем не менее, был любителем природы и женщин. Он писал наполненные невероятной живописной силой пейзажи, картины бурной природной стихии, и таких же полнокровных, сильных от природы и даже мощных телом и духом женщин. Курбе можно считать смелым новатором живописного жанра ню. Но и в этом традиционном жанре не обошлось без конфуза.
По воспоминанию П.-Ж. Прудона, философа и писателя, друга художника, французская императрица Евгения, посетившая «Павильон реализма», подойдя к «Купальщицам» Курбе, на которой художник без привычной идеализации изобразил по-крестьянски мощное обнажённое тело, не могла воздержаться от изумления. «Это тоже першеронка?» — вырвалось у неё. До этого императрица рассматривала салонное произведение Р. Бонер «Лошадиная ярмарка», картину, на которой документально точно изображены породы лошадей, в том числе першероны — «лошади-тяжеловозы», которых во Франции называют «першеронами» (фр. percherones — «верзилы»). «Если бы я был при этом, — писал П.-Ж. Прудон, — я, сняв шляпу, взял бы на себя смелость ответить её величеству: „Нет, государыня, это простая мещанка, каких у нас много…“».

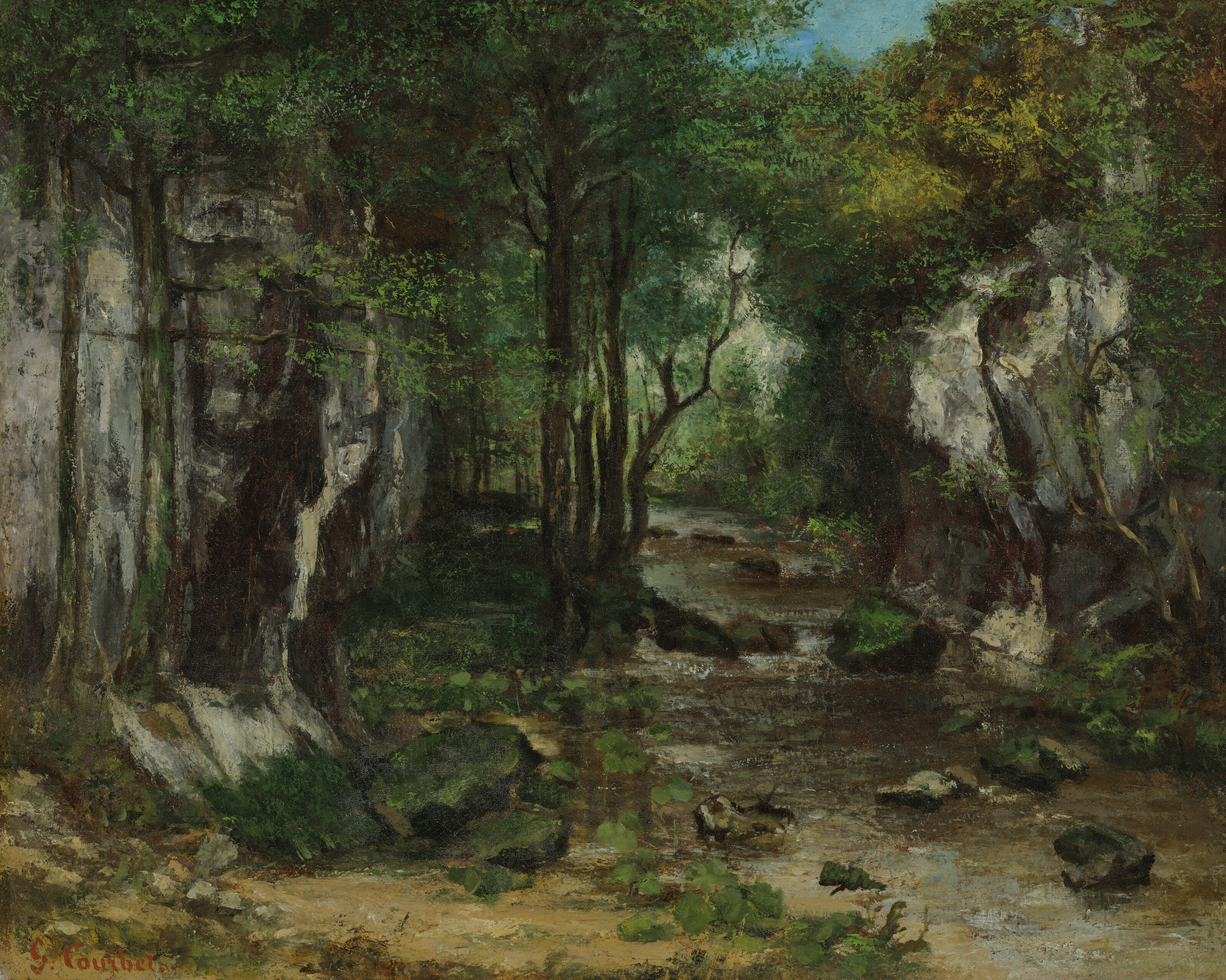
Ручей в тёмном лесу. Дерево, масло. Частное собрание
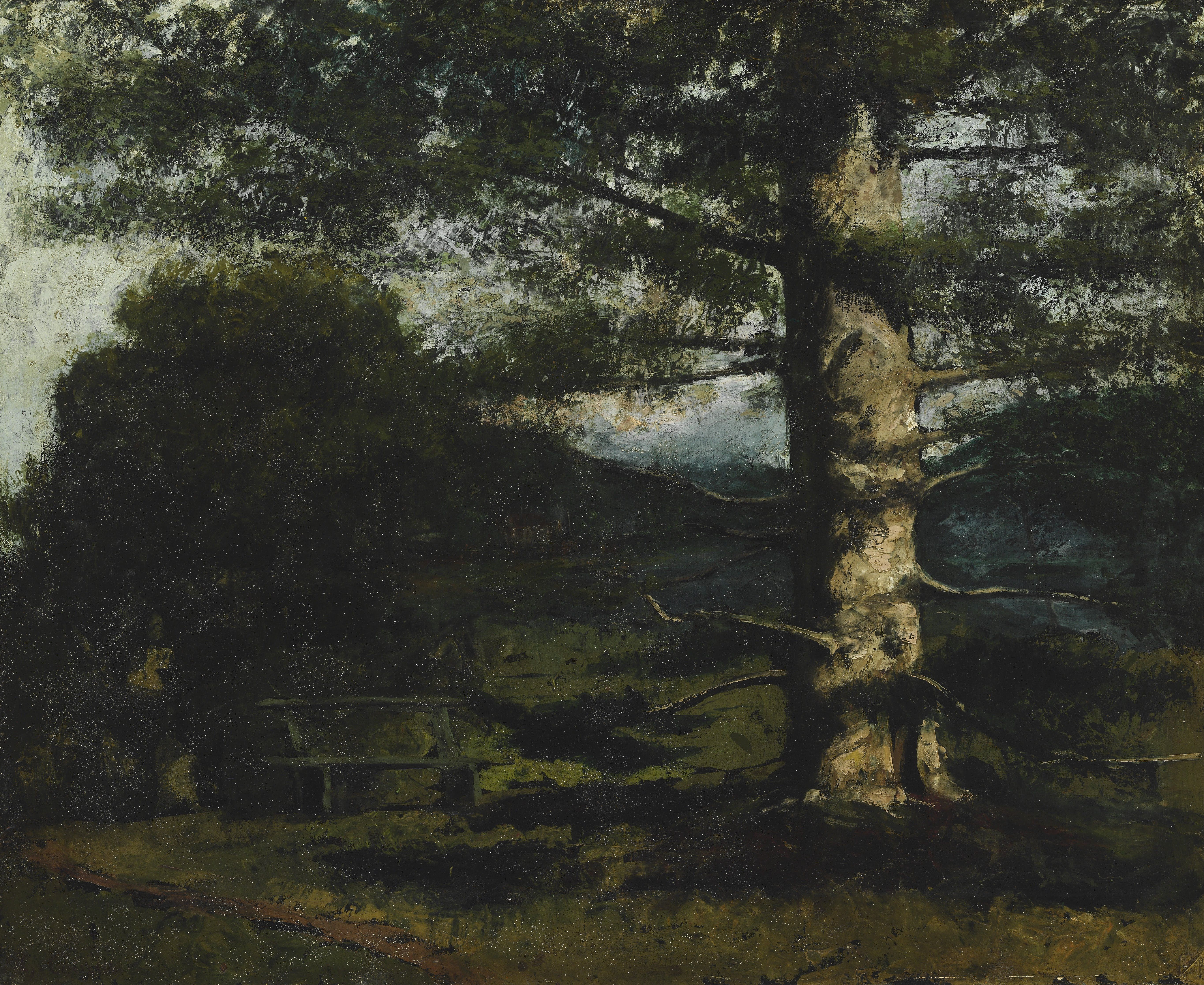
Кедр Отвиля. 1868. Холст, масло. Венгерская национальная галерея, Будапешт
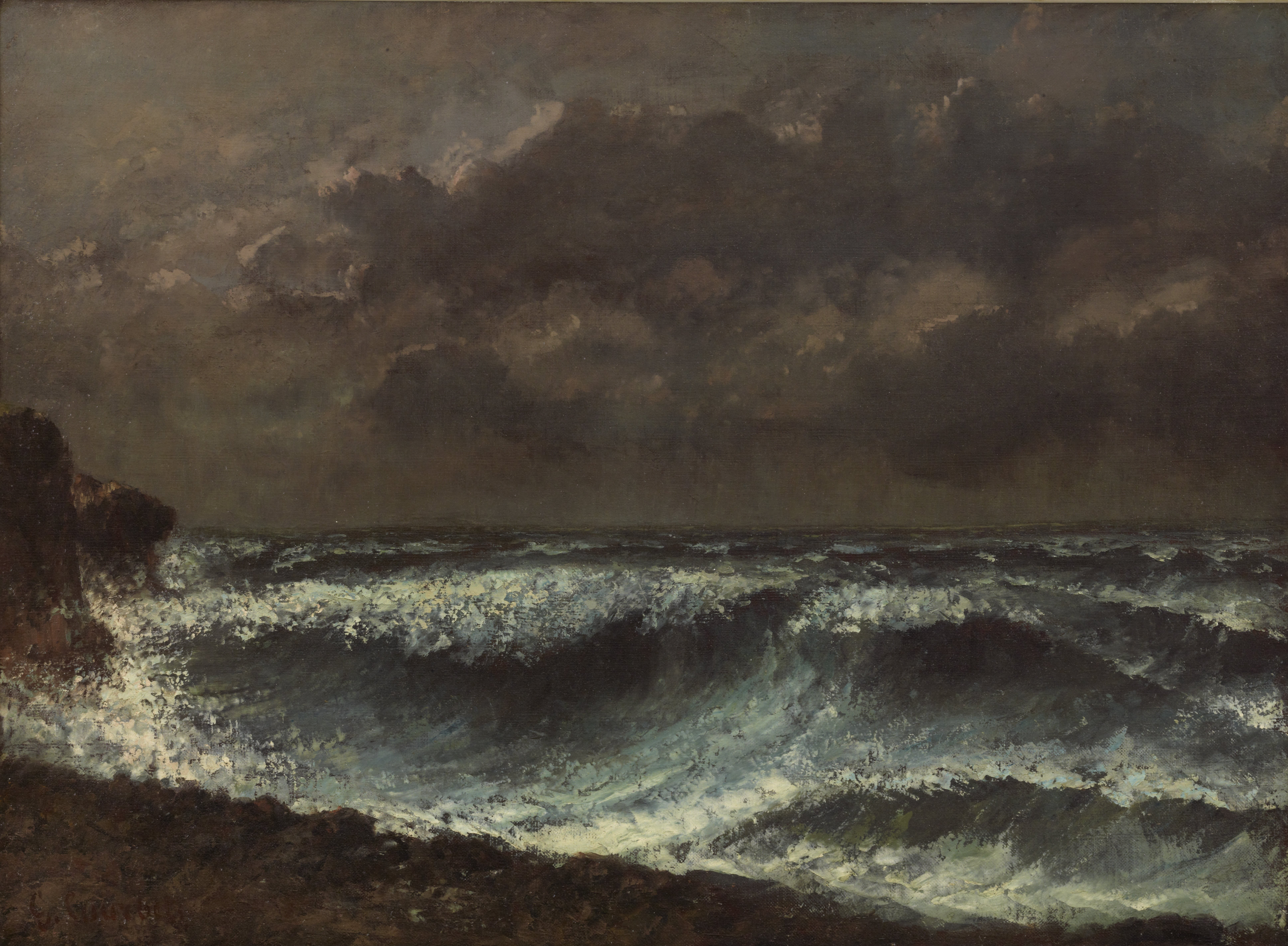
Перед грозой на горизонте. 1872—1873. Холст, масло. Художественный музей, Токио
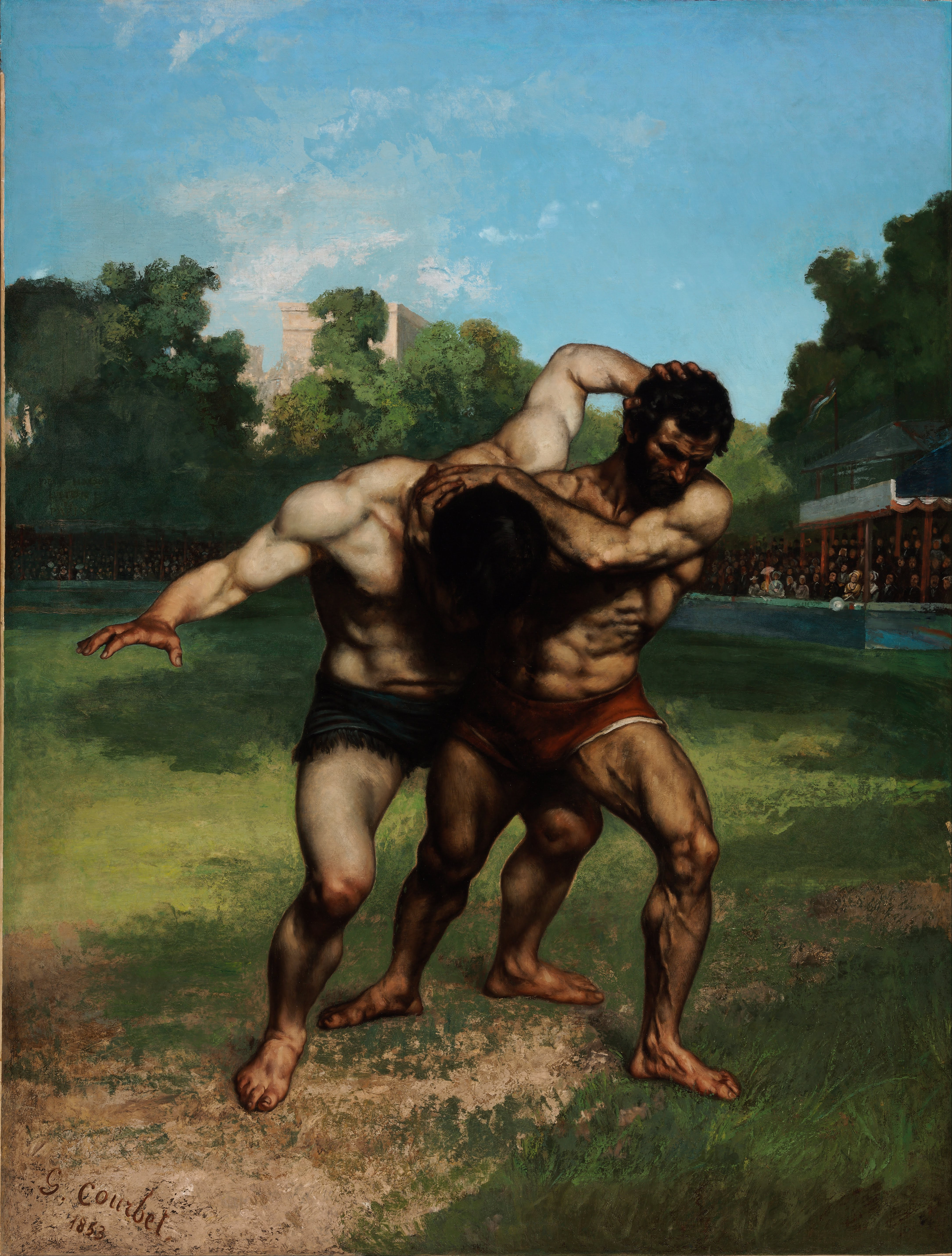
Борцы. 1853. Холст, масло. Венгерская национальная галерея, Будапешт
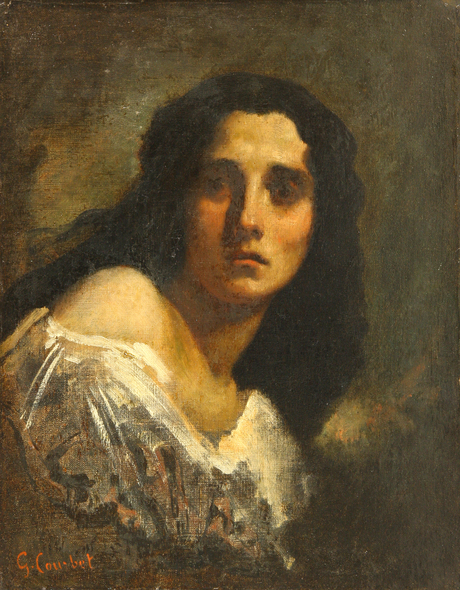
Портрет девушки. Холст, масло. Национальная картинная галерея Армении, Ереван
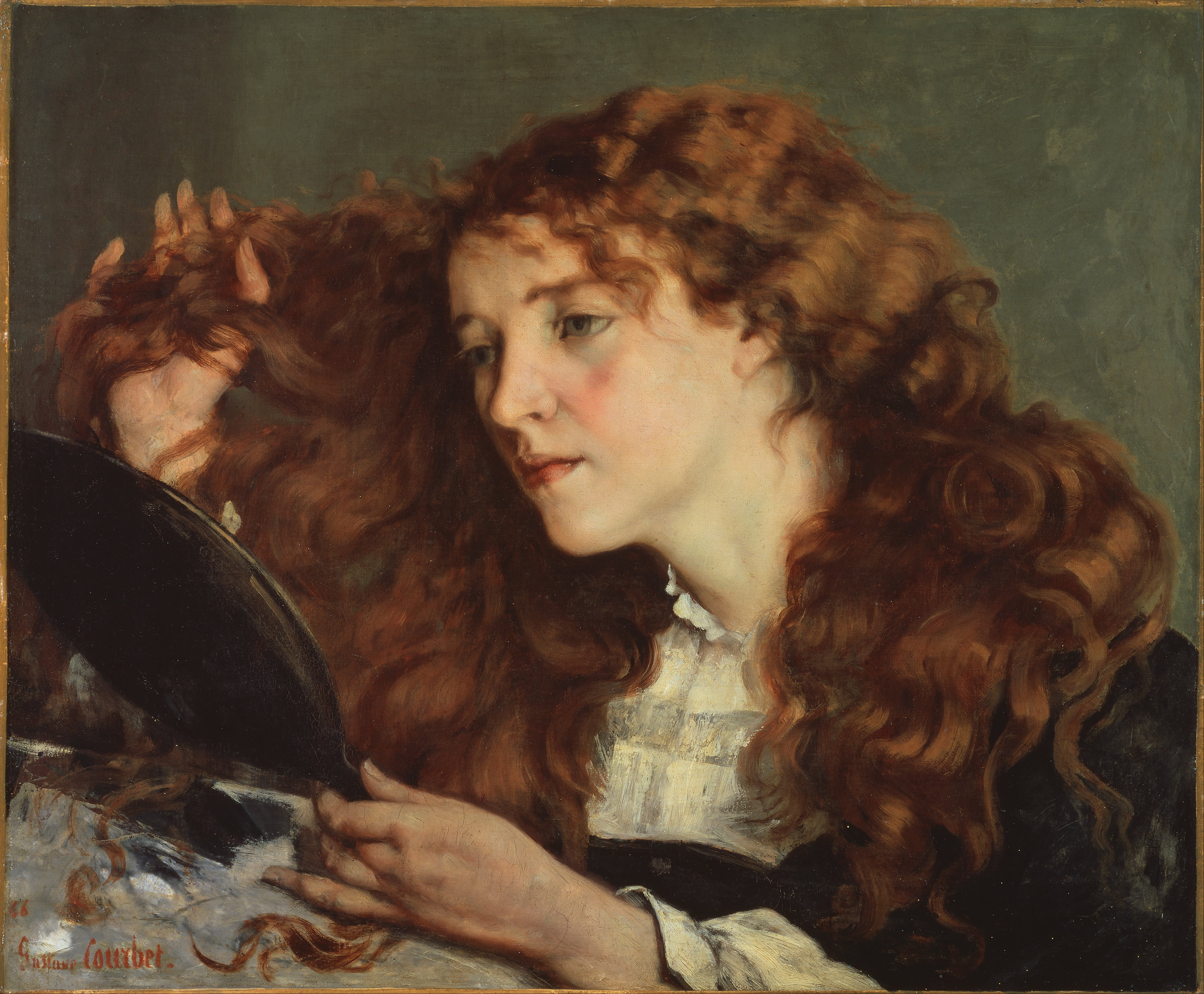
Прекрасная ирландка (Портрет Джоанны (Джо) Хиффернан). 1866. Холст, масло. Национальный музей изобразительных искусств, Стокгольм
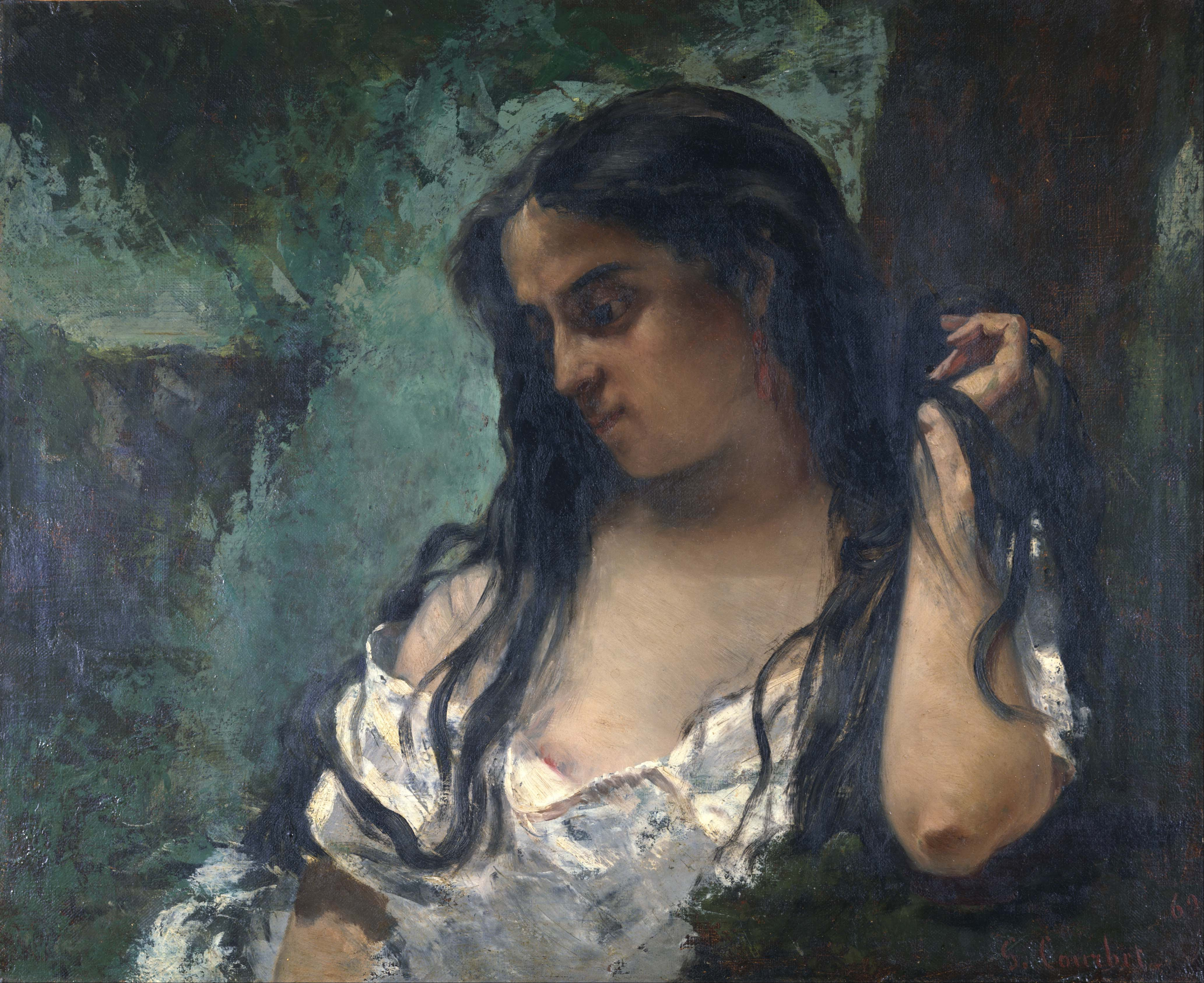
Задумавшаяся цыганка. 1869. Холст, масло. Национальный музей западного искусства, Токио
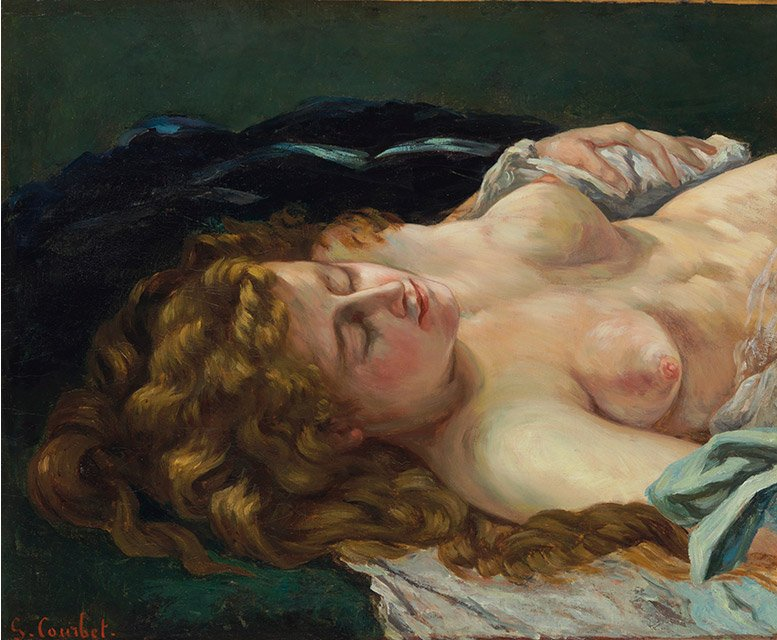
Спящая женщина. 1864. Холст, масло. Частное собрание
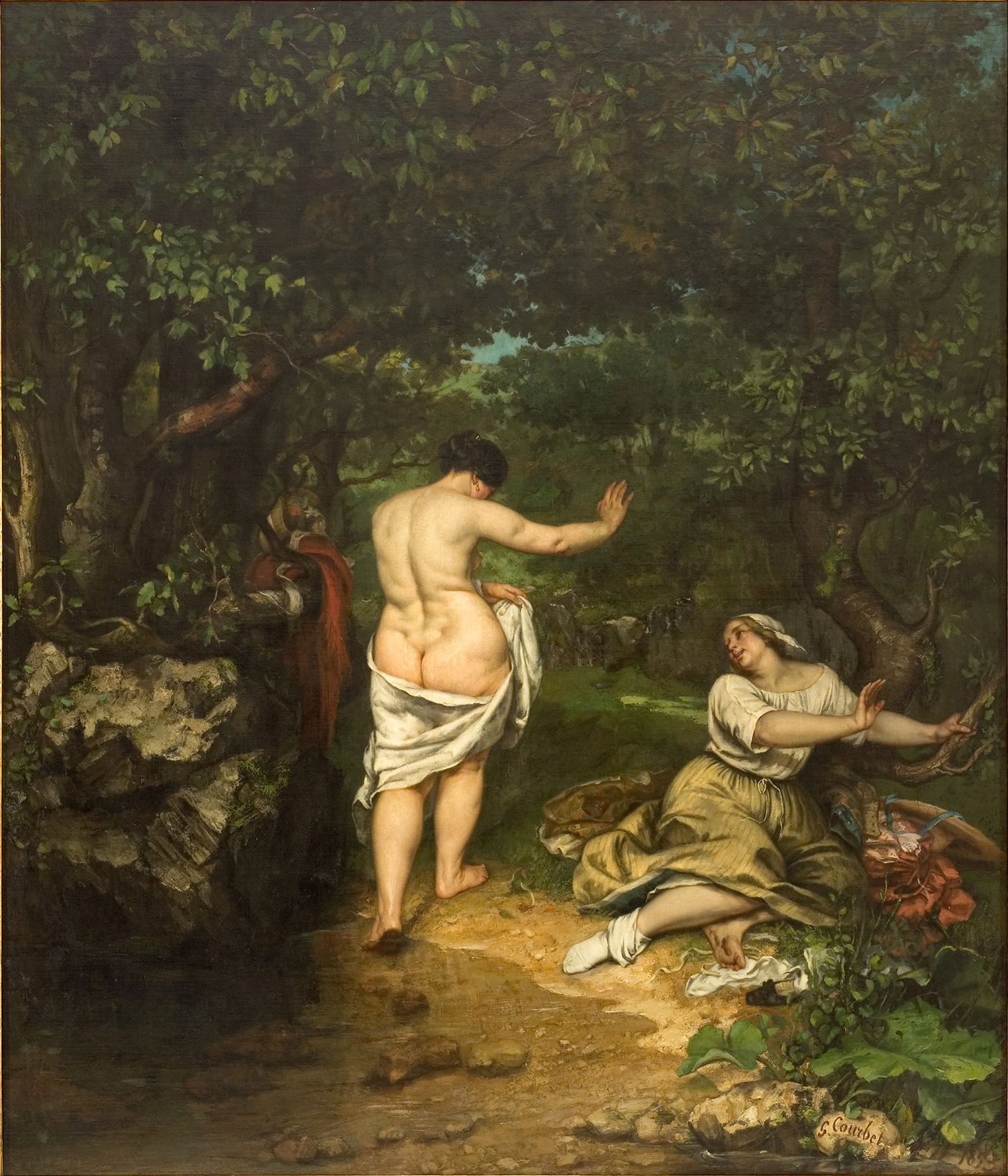
Купальщицы. Ок. 1853. Холст, масло. Музей Фабра, Монпелье

Наиболее характерные из произведений Курбе: «Похороны в Орнане» (в музее Орсе), собственный портрет, «Косули у ручья», «Драка оленей», «Волна» (все четыре — в Лувре, в Париже), «Послеобеденный отдых в Орнане» (в Лилльском музее), «Дробильщики камня» (хранилась в Дрезденской галерее и погибла в 1945 году), «Пожар» (картина, в связи со своей антиправительственной темой, была уничтожена полицией), «Деревенские священники, возвращающиеся с товарищеской пирушки» (едкая сатира на духовенство), «Купальщицы», «Женщина с попугаем», «Вход в долину Пюи-Нуар», «Ораньонская скала», «Олень у воды» (в Марсельском музее) и многие пейзажи («Порыв ветра» и другие). Курбе — автор нескольких скандальных, не выставлявшихся, но известных современникам эротических картин («Происхождение мира», «Спящие» и другие).
От отношений с портнихой Терезой Аделаидой Бине художник имел внебрачного сына Эмиля. Несколько лет состоял в отношениях с натурщицей Джоанной Хиффернан (ок. 1843 — после 1903). Изобразил её на картине «Джо, прекрасная ирландка» (фр. Jo, la belle irlandaise).

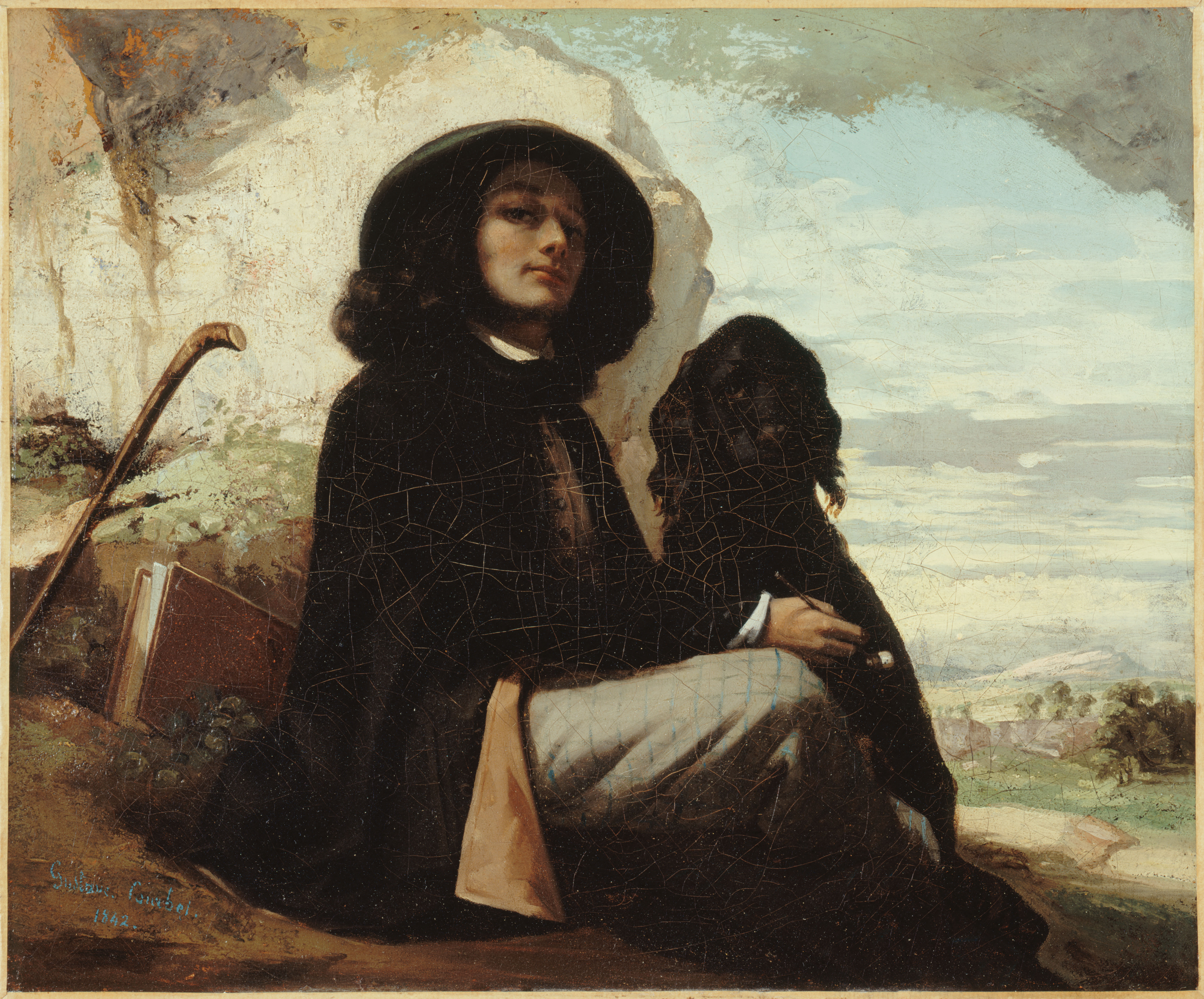
Автопортрет с чёрной собакой. 1842. Холст, масло. Музей изящных искусств города Парижа
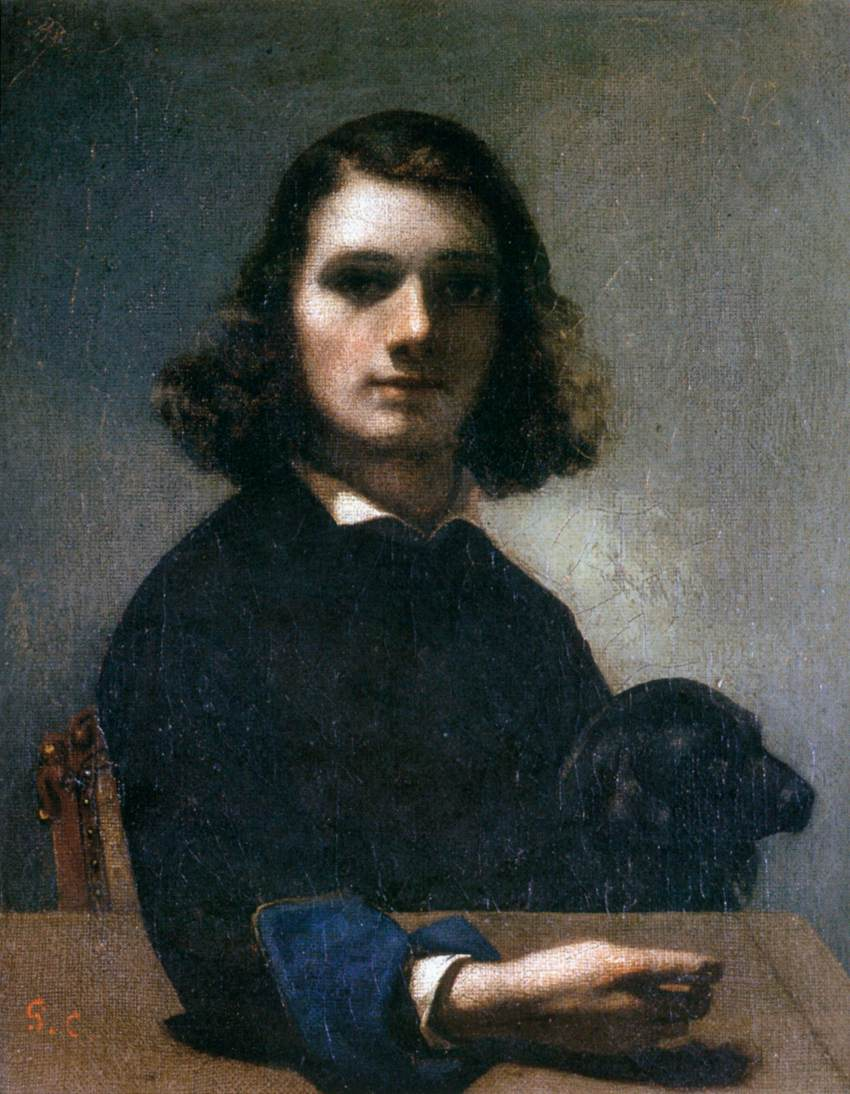
Автопортрет. 1842. Холст, масло. Муниципальный музей, Понтарлье
Отчаяние (автопортрет). Между 1843 и 1845. Холст, масло. Частное собрание
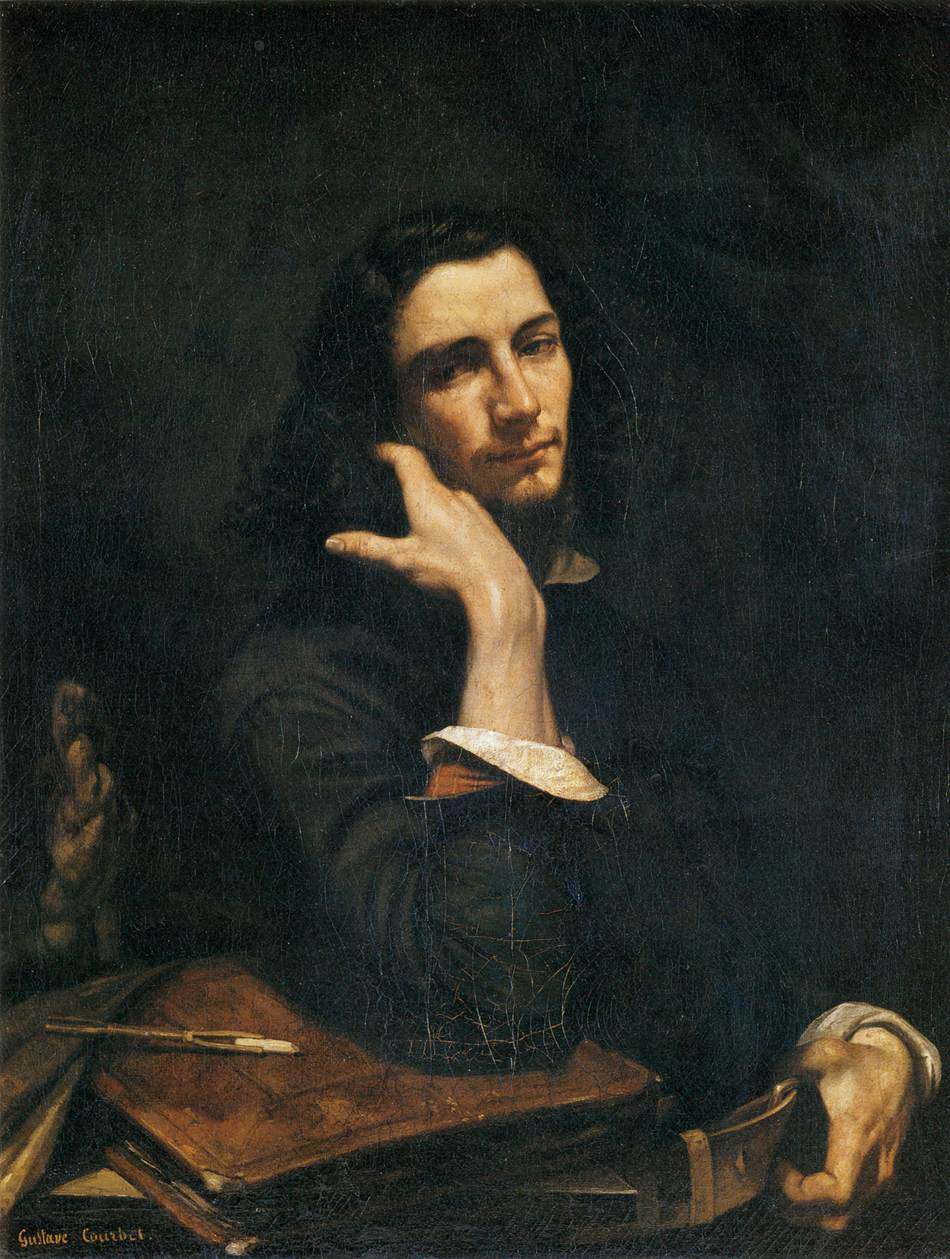
Мужчина с кожаным поясом (автопортрет). Между 1845 и 1846. Холст, масло. Музей Орсе, Париж
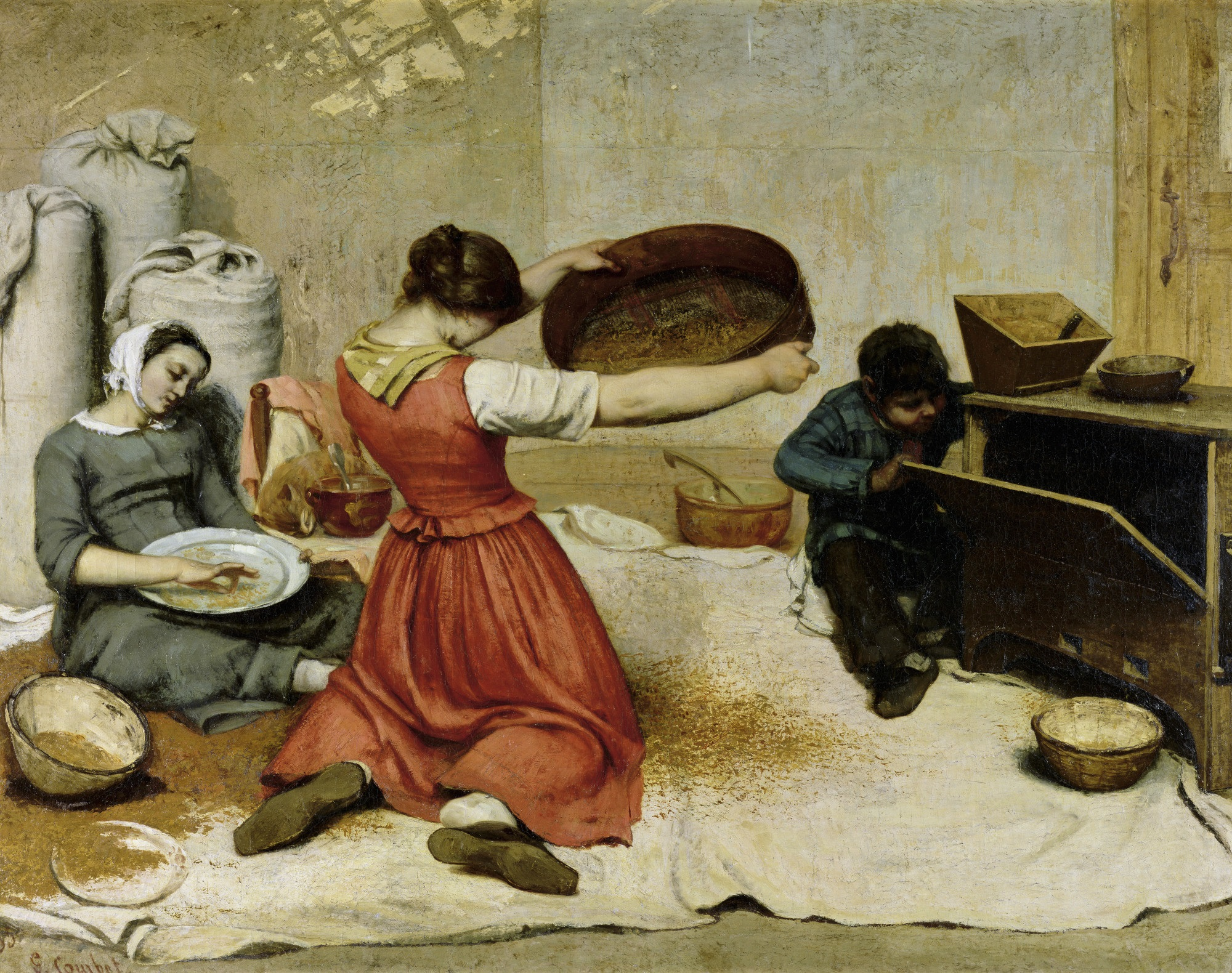
Веяльщицы. 1854. Холст, масло. Музей изящных искусств, Нант
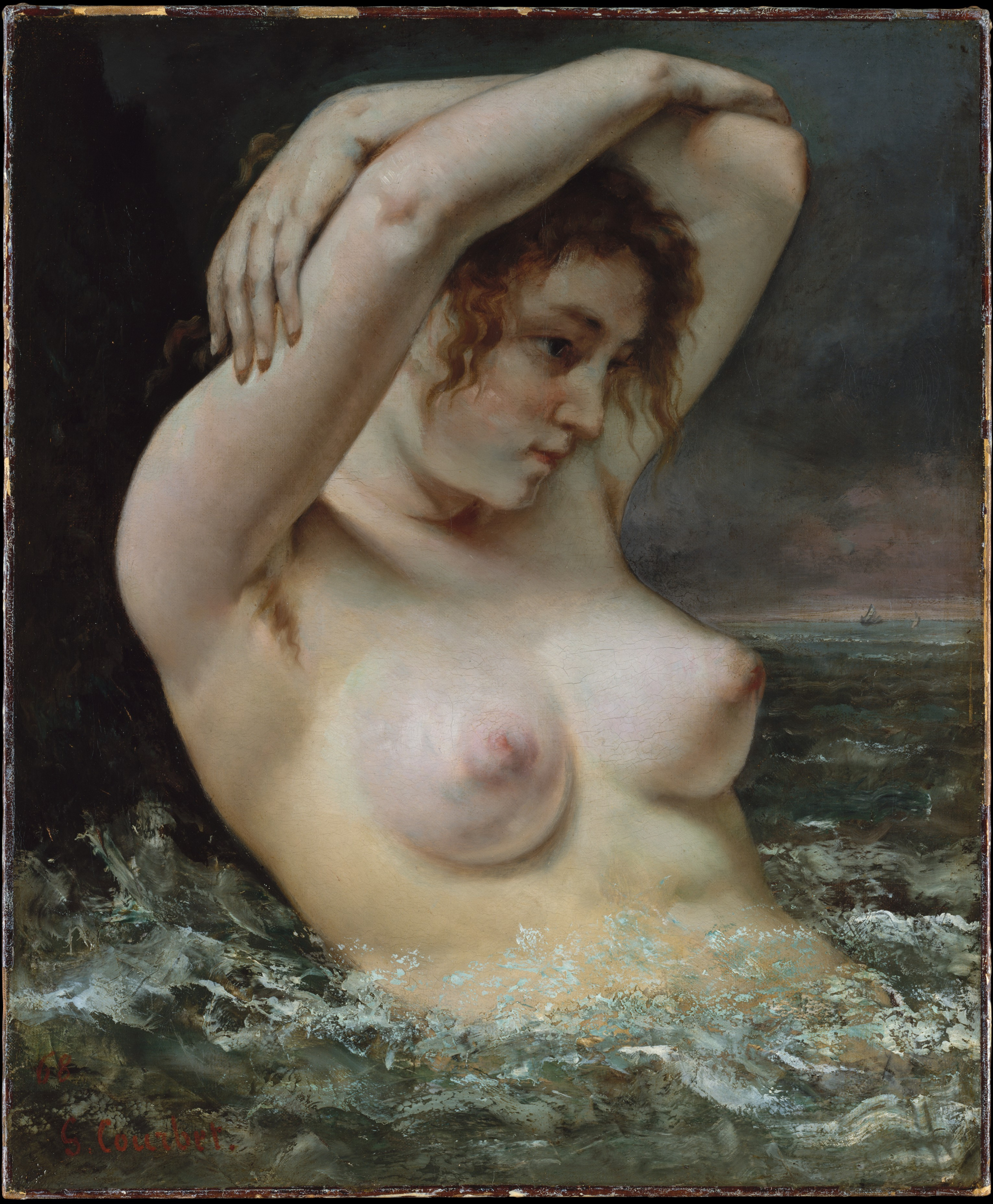
Женщина в волнах. 1868. Холст, масло. Метрополитен-музей, Нью-Йорк
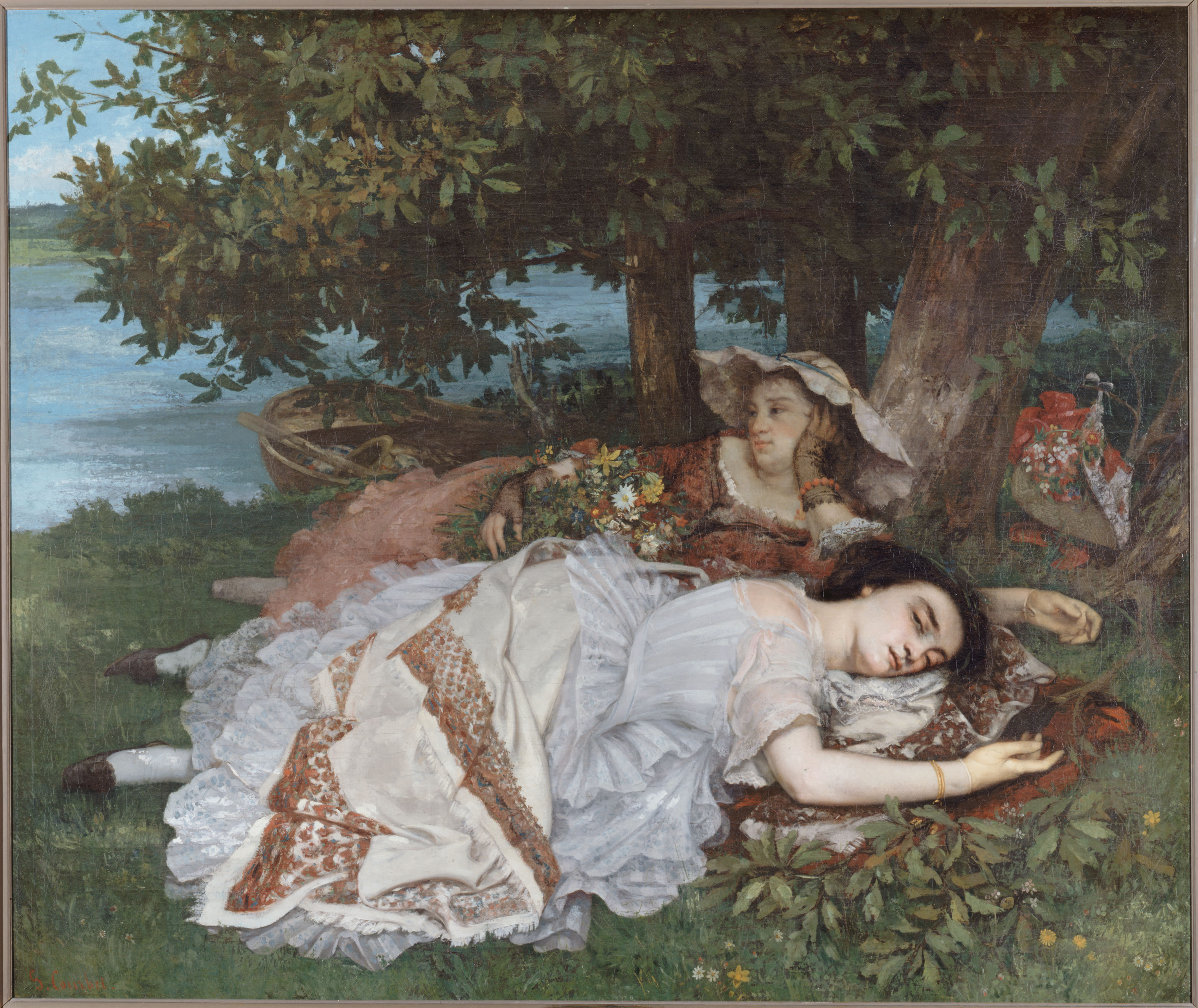
Девушки на берегу Сены (Лето). 1857. Холст, масло. Музей изящных искусств города Парижа
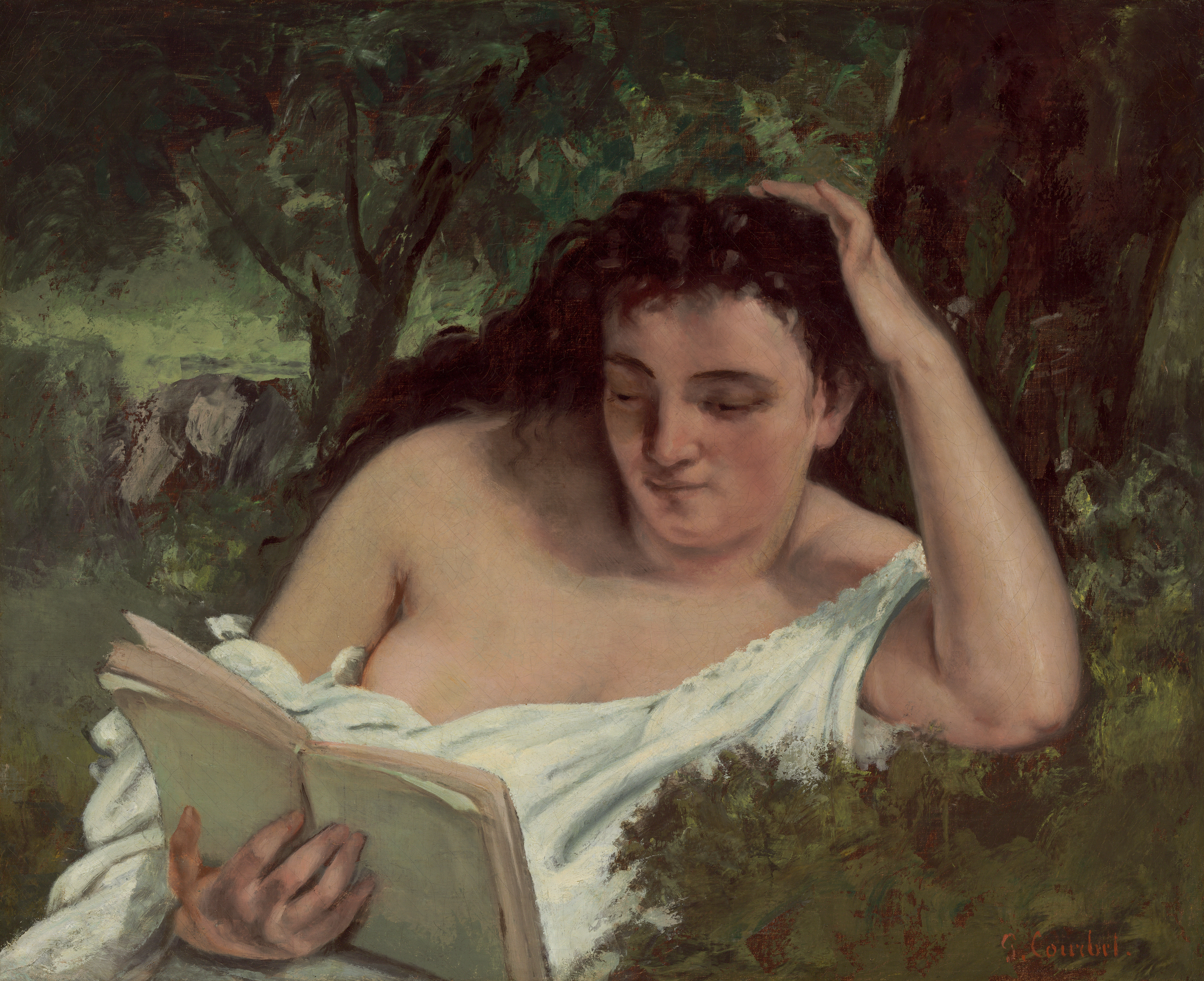
Читающая женщина. 1868. Холст, масло. Национальная галерея искусства, Вашингтон

## «Ню» Гюстава Курбе

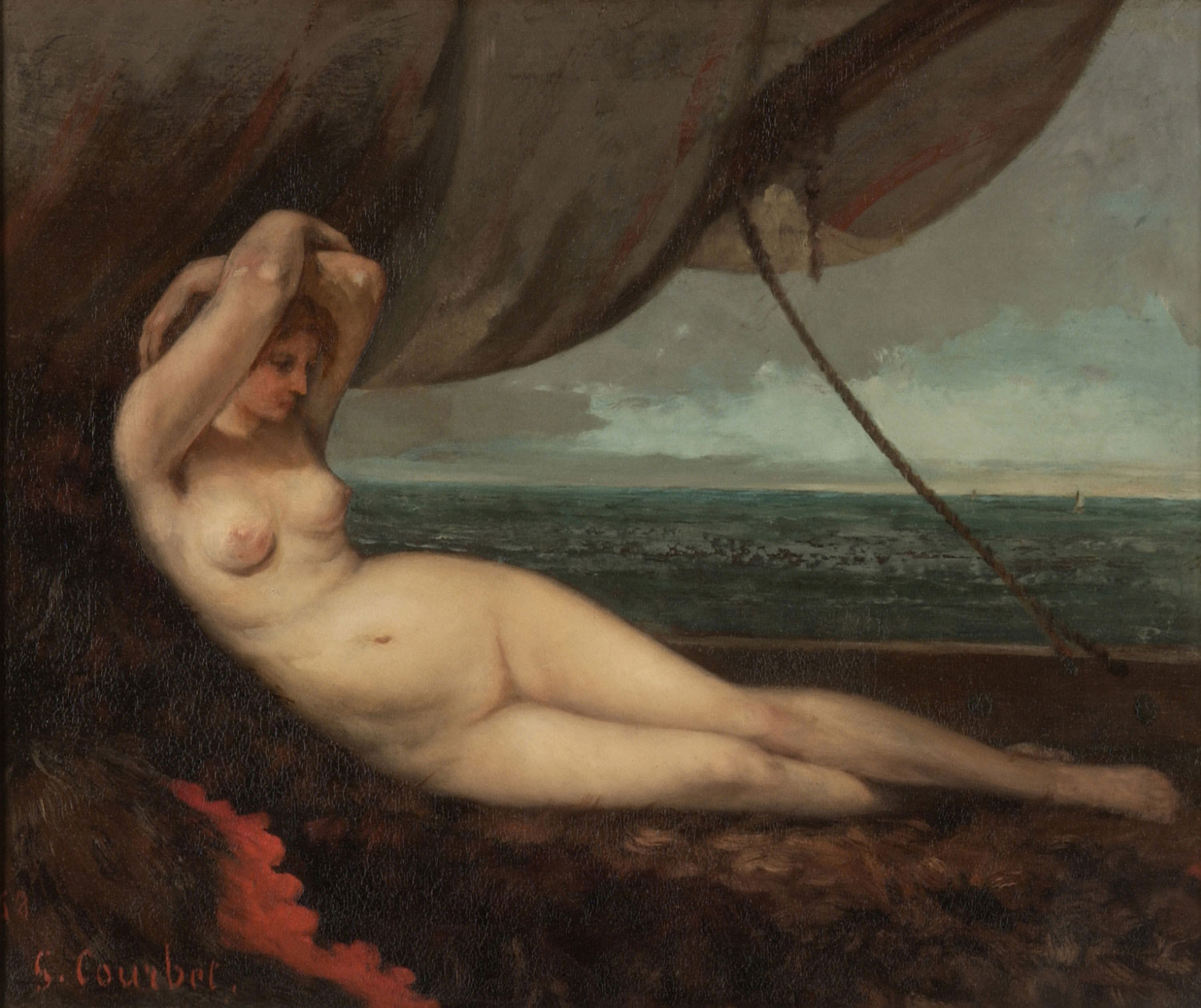
Обнажённая, лежащая у моря. 1868. Холст, масло. Художественный музей Филадельфии. Филадельфия, США
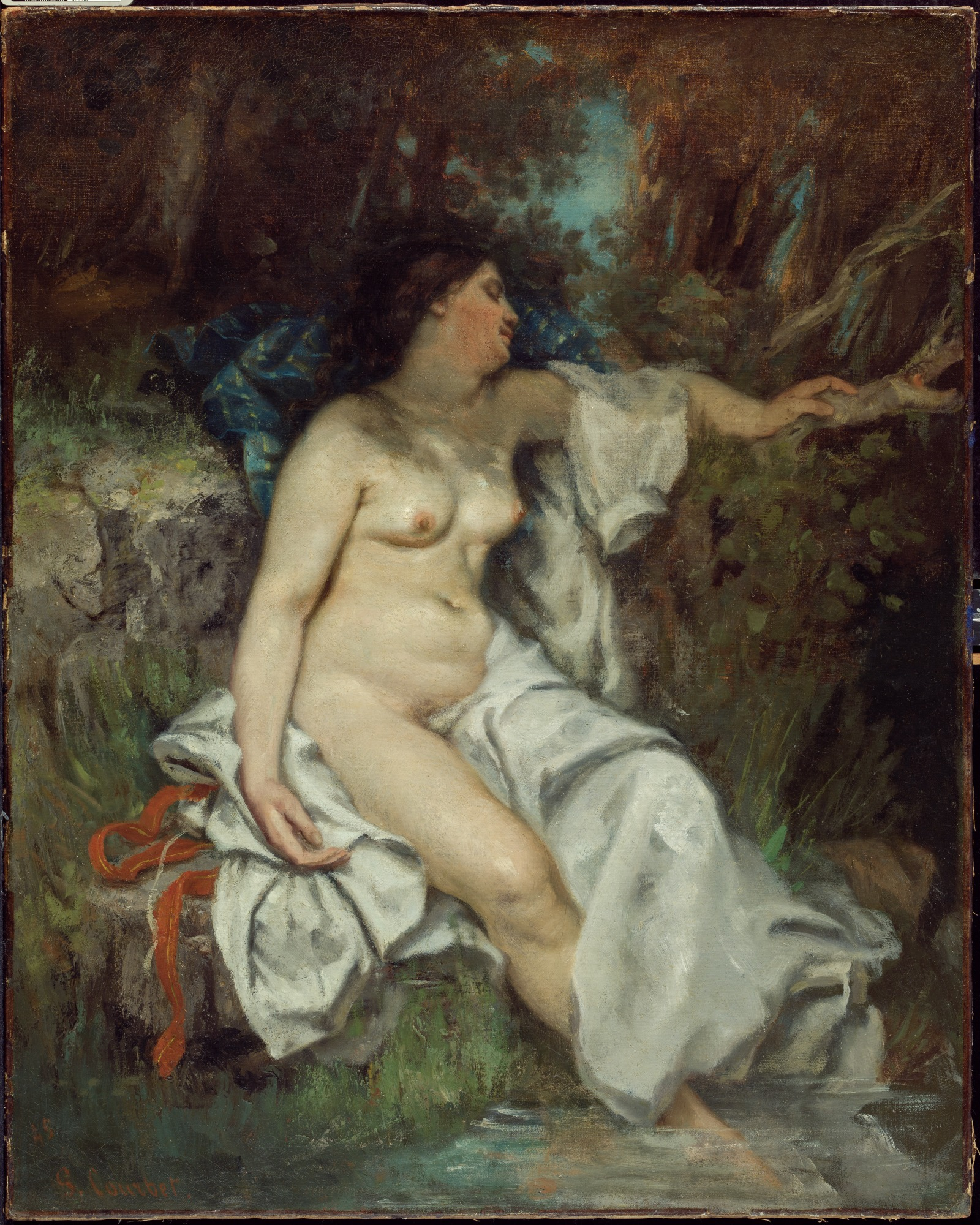
Купальщица, спящая у ручья. 1845. Холст, масло. Детройтский институт искусств, Детройт, США
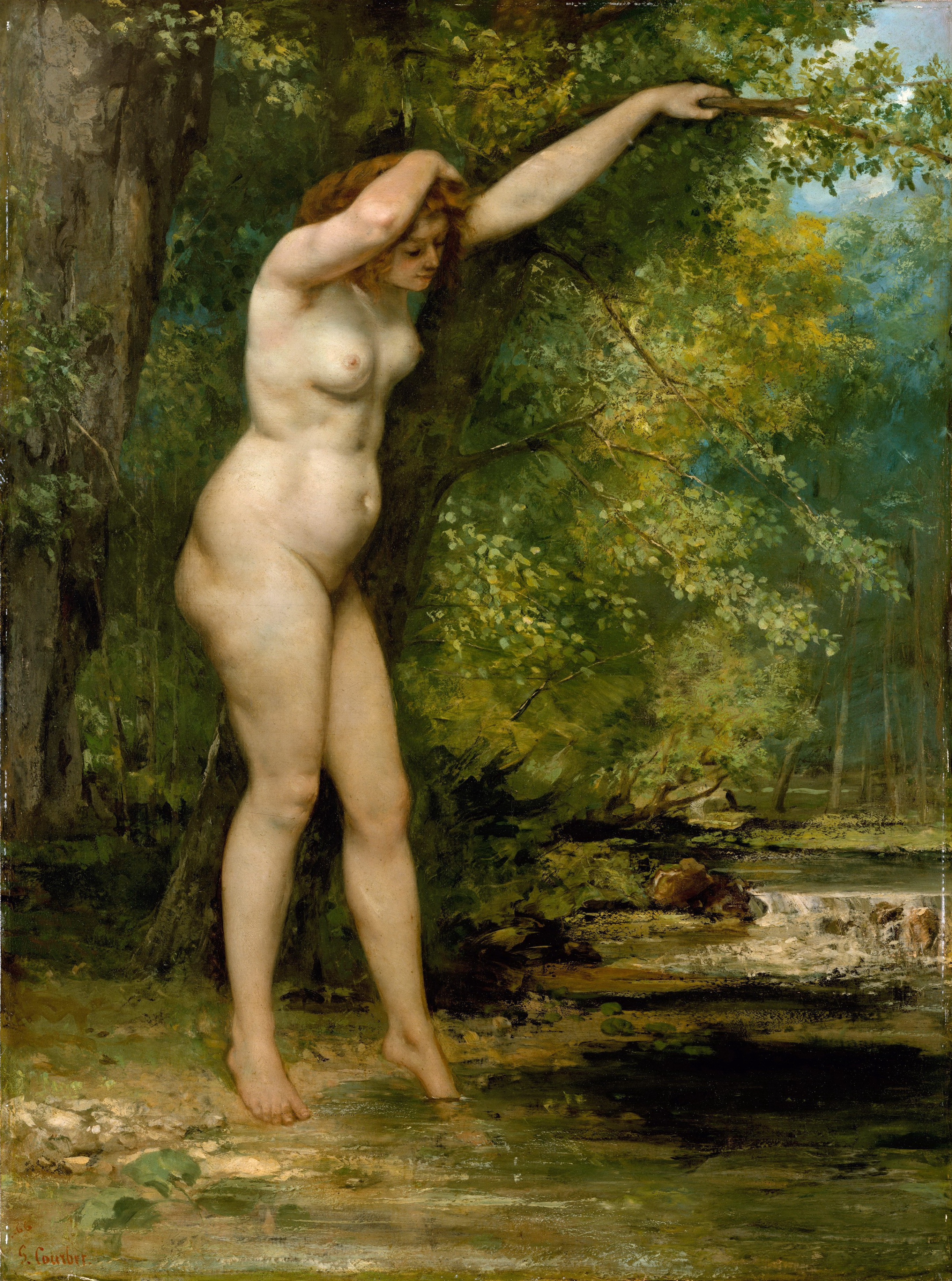
Юная купальщица. 1866. Холст, масло. Метрополитен-музей, Нью-Йорк
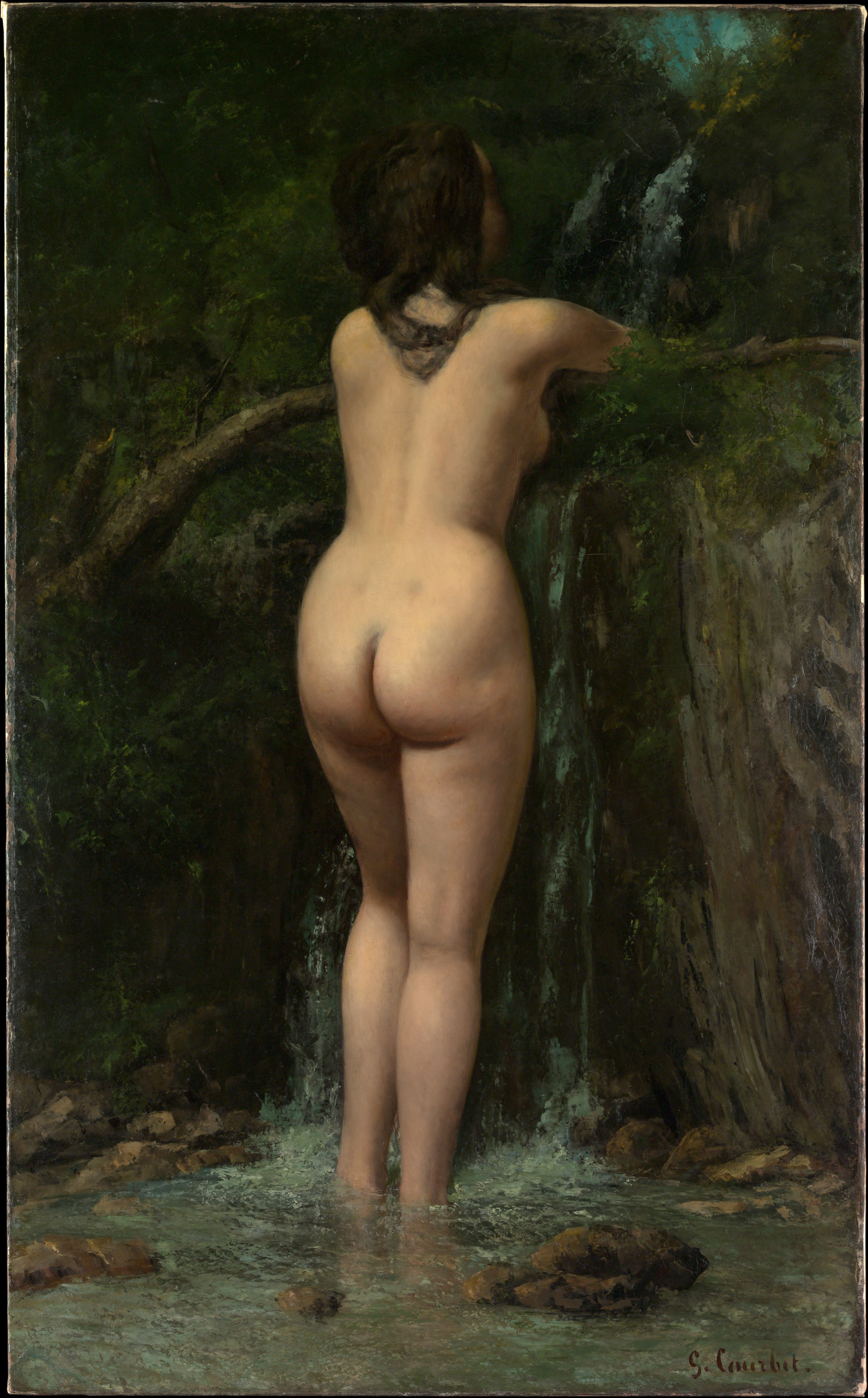
Источник. 1862. Холст, масло. Метрополитен-музей, Нью-Йорк
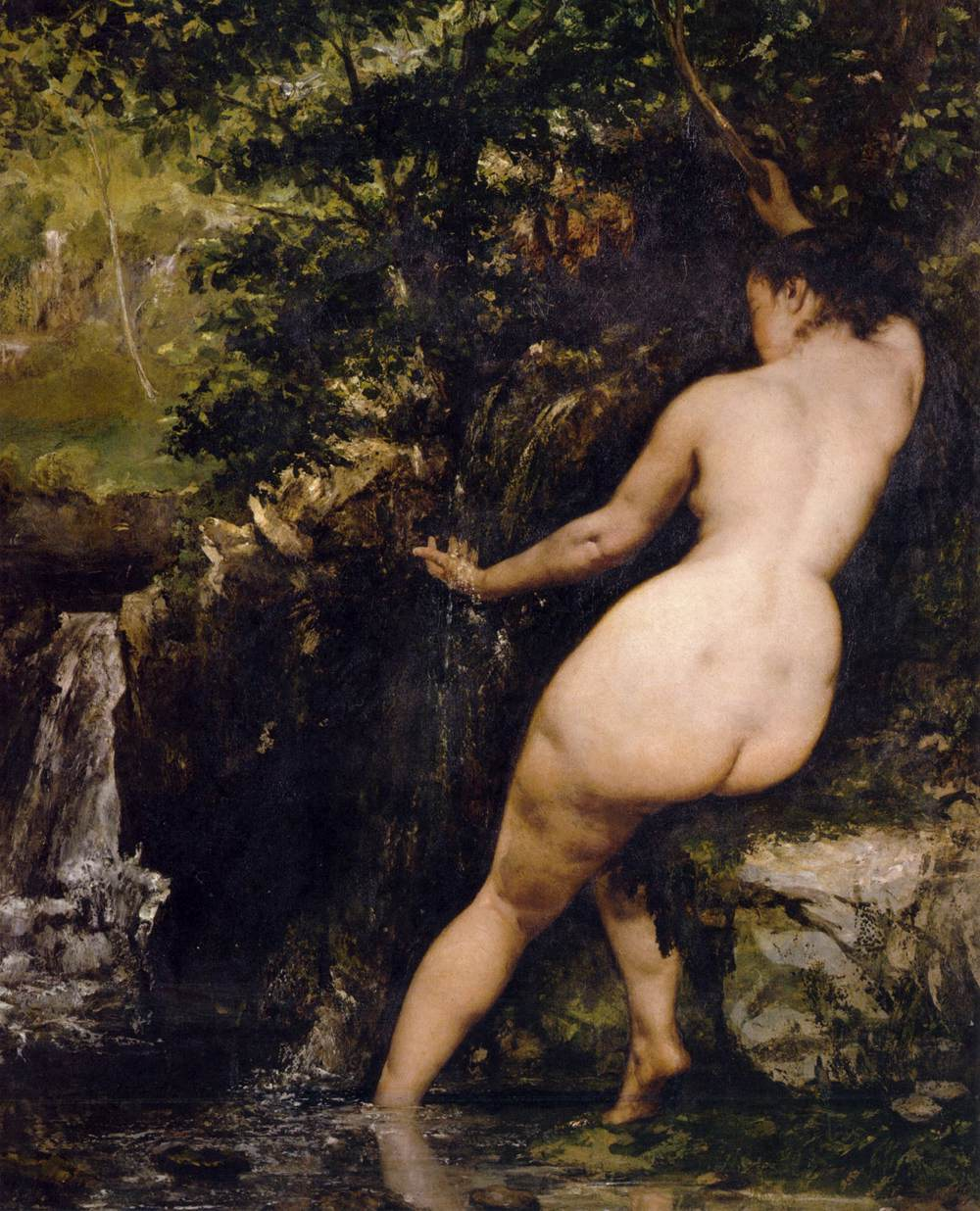
Источник. 1868. Холст, масло. Музей Орсе, Париж
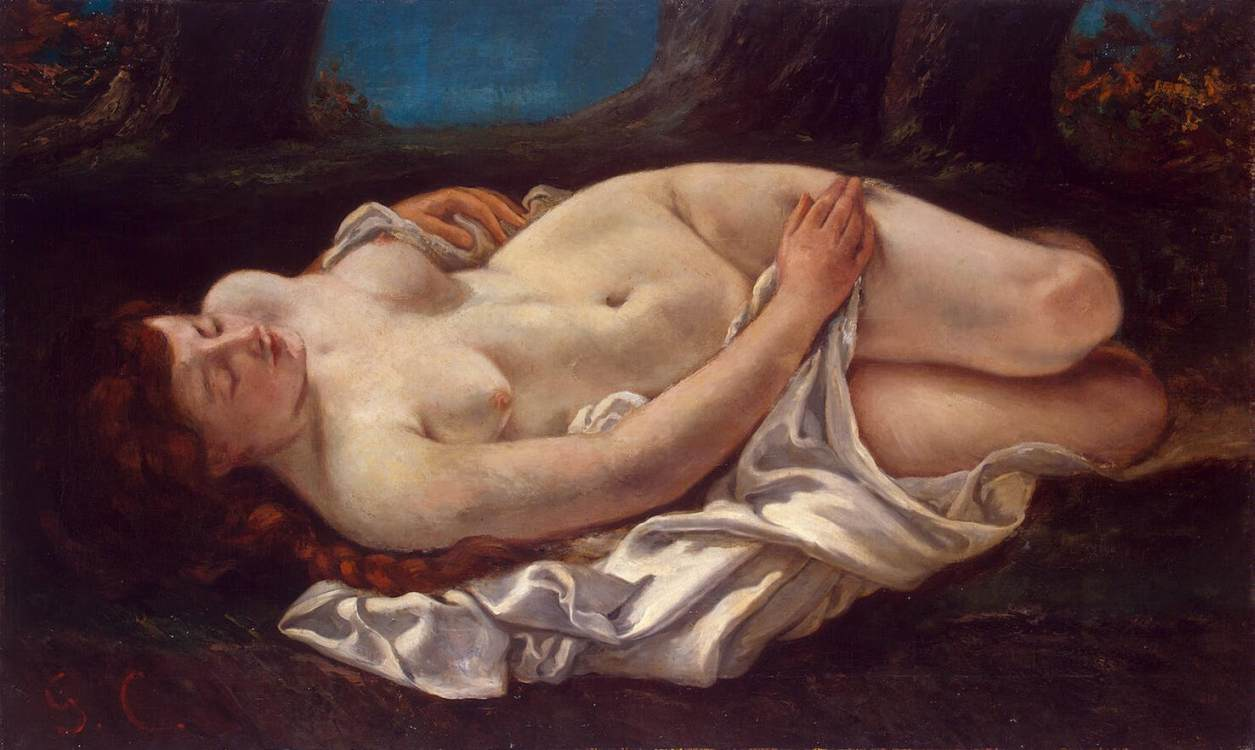
Лежащая женщина. Между 1865 и 1866. Холст, масло. Государственный Эрмитаж, Санкт-Петербург
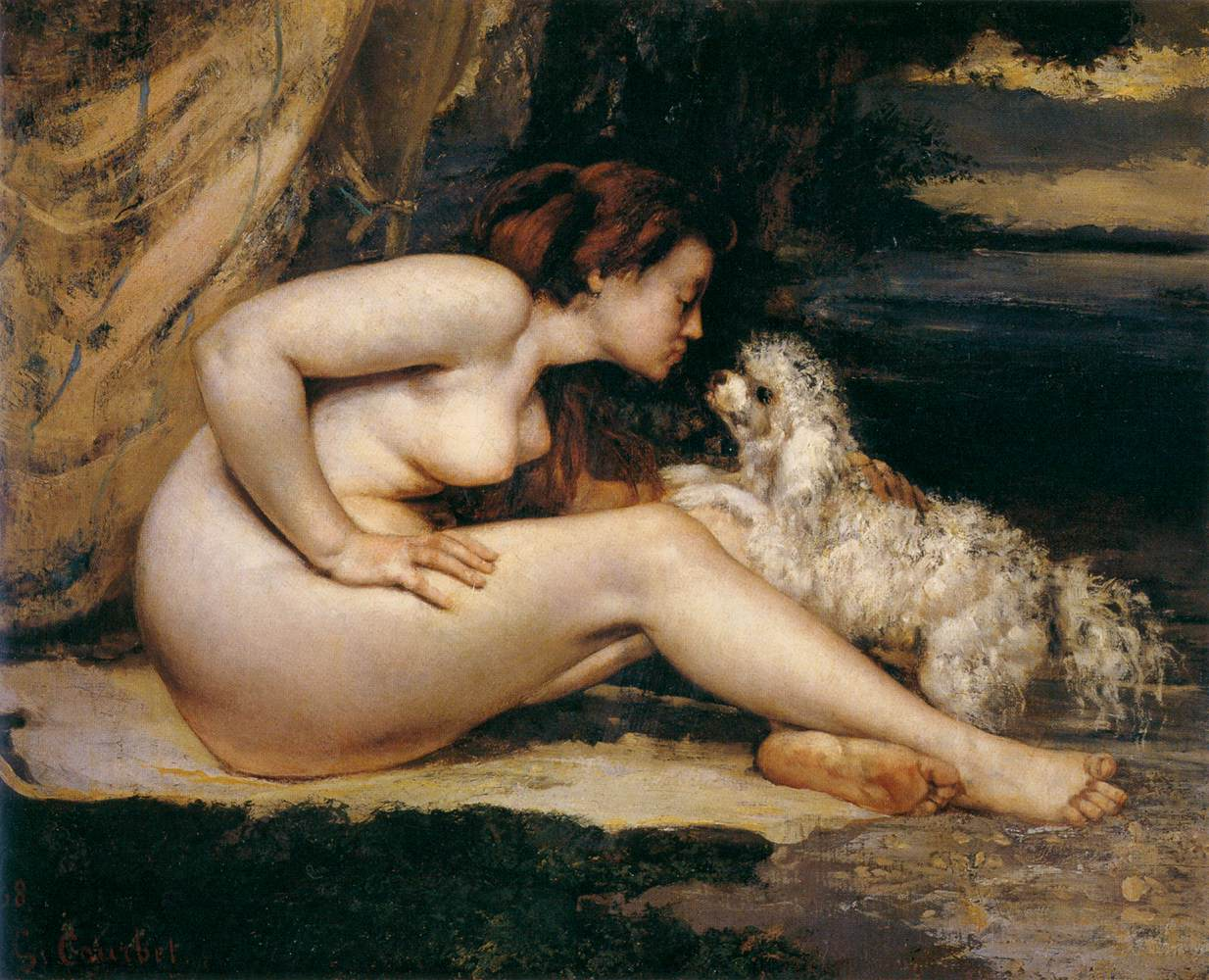
Обнажённая с собакой. Между 1861 и 1862. Холст, масло. Музей Орсе, Париж
Происхождение мира. 1866. Холст, масло. Музей Орсе, Париж
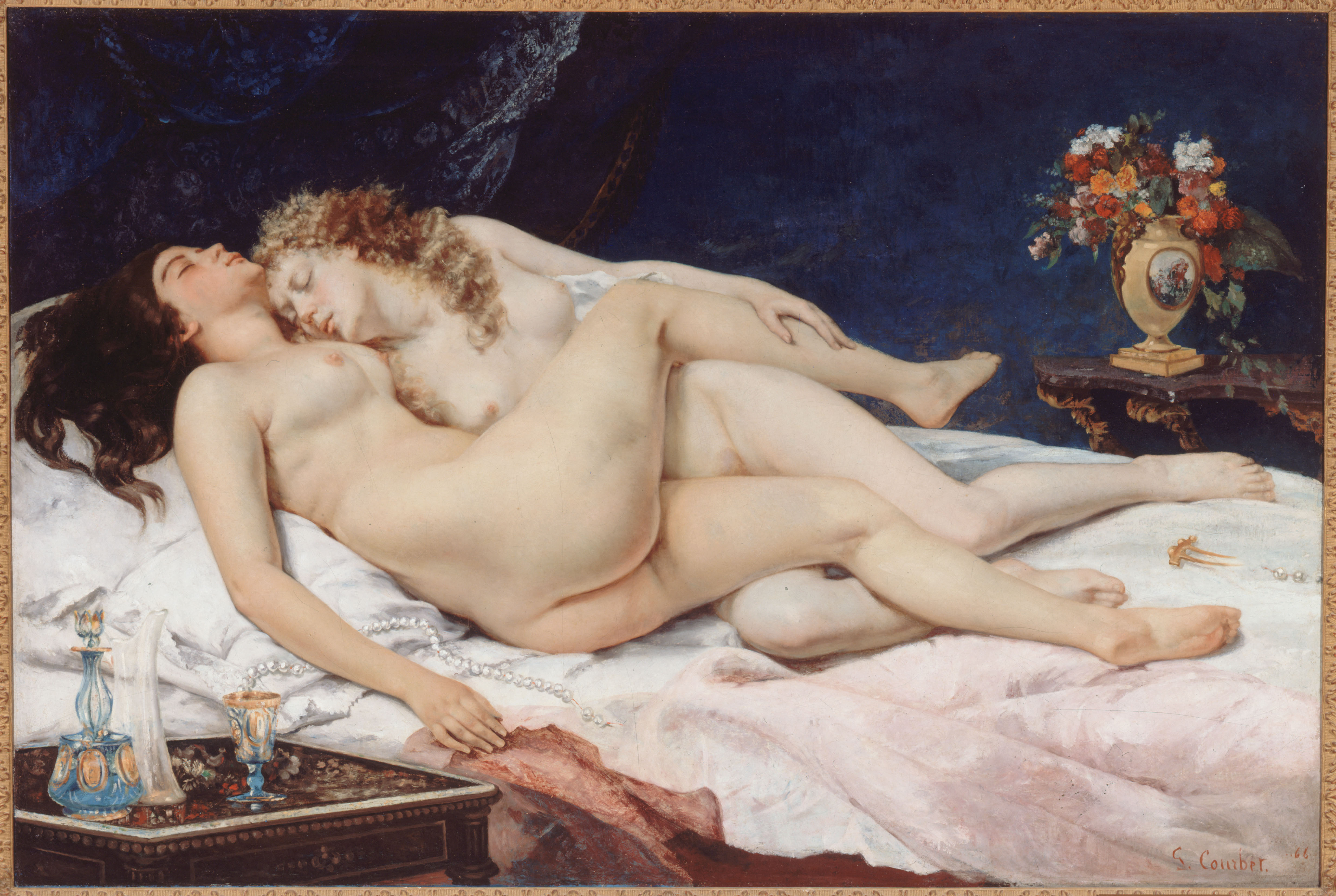
Спящие. 1866. Холст, масло. Малый дворец, Париж

## Документальные фильмы
- 2014 — Кто вы, господин Курбе? / Mais qui êtes-vous, monsieur Courbet? (реж. Изабель Брюннариус / Isabelle Brunnarius)